# Ooencyrtus acestes
Ooencyrtus acestes is een vliesvleugelig insect uit de familie Encyrtidae. De wetenschappelijke naam is voor het eerst geldig gepubliceerd in 1967 door Trjapitzin.